# Příbram Challenger 1998
Il Příbram Challenger 1998 è stato un torneo di tennis facente parte della categoria ATP Challenger Series nell'ambito dell'ATP Challenger Series 1998. Il torneo si è giocato a Příbram in Repubblica Ceca dal 22 al 28 giugno 1998 su campi in terra rossa.

## Vincitori

### Singolare
Arnaud Di Pasquale ha battuto in finale  Radek Štěpánek con il punteggio di 6–3, 6–1

### Doppio
Ota Fukárek /  Udo Plamberger hanno battuto in finale  Petr Pála /  Radek Štěpánek con il punteggio di 2–6, 6–3, 6–4